# Văn Tùng
Nguyễn Văn Tùng, thường được biết đến với nghệ danh Văn Tùng hay Tùng Yuki (sinh năm 1962), là một nam diễn viên, vệ sĩ người Việt Nam. Ông được biết đến qua các phim như Bỗng dưng muốn khóc (2008), Bí mật tam giác vàng (2013).

## Thời thơ ấu
Văn Tùng sinh ra trong một gia đình có năm người con tại tỉnh Phú Bổn. Từ nhỏ, ông đã theo học môn võ Vịnh Xuân quyền. Sau này, ông chuyển đến sống tại TP. HCM và làm công việc vệ sĩ.

## Sự nghiệp

### Vệ sĩ
Công việc chính của Văn Tùng là làm vệ sĩ, ông điều hành và quản lý hơn 2.500 nhân viên của một công ty vệ sĩ. Ông từng trực tiếp tham gia hộ tống một số ngôi sao trong nước và quốc tế như: Mỹ Tâm, Cổ Thiên Lạc, Trương Tử Lâm, Jang Dong-gun, Bi Rain, Ronaldo.

### Diễn viên
Vai diễn đầu tiên của Văn Tùng là vai Danh trong phim truyền hình Dốc tình năm 2004 của đạo diễn Lưu Trọng Ninh. Thời điểm này, ông đã ngoài 40 tuổi. Từ đây, ông bắt đầu được khán giả biết đến nhiều hơn. Một vài tác phẩm truyền hình và điện ảnh mà Văn Tùng từng tham gia có thể kể đến như: Những cô gái chân dài (2004), 39 độ yêu, Sóng gió thương trường, Ảo ảnh, Chuyện tình công ty quảng cáo, Bỗng dưng muốn khóc (2008), Ngôi nhà hạnh phúc (Bản Việt - 2008), Bí mật tam giác vàng (2013), Vừa đi vừa khóc (2014), Cầu vồng không sắc (2015).

## Đời tư
Văn Tùng đã kết hôn và có hai con gái, ông cho biết muốn giữ riêng tư thông tin cá nhân vì tính chất công việc vệ sĩ của mình.

## Danh sách phim

### Điện ảnh
| Năm  | Tên phim                | Vai diễn                    | Ghi chú                            |
| ---- | ----------------------- | --------------------------- | ---------------------------------- |
| 2004 | Những cô gái chân dài   | Đạo diễn quảng cáo          | [ 4 ]                              |
| 2014 | Quả tim máu             | Ông Sáu Dũng                |                                    |
| 2015 | Cầu vồng không sắc      | Ông Thanh                   |                                    |
| 2016 | Sứ mệnh trái tim        |                             |                                    |
| 2016 | Bao giờ có yêu nhau     | Bố Huy                      |                                    |
| 2018 | Tháng năm rực rỡ        | Đông Hồ lúc trưởng thành    |                                    |
| 2018 | Tìm vợ cho bà           | Bác Hải                     |                                    |
| 2019 | Chị trợ lý của anh      | Bố Khả Doanh                |                                    |
| 2019 | Anh trai yêu quái       | Giám đốc đội tuyển quốc gia |                                    |
| 2019 | Chị chị em em           | Ông Hùng                    |                                    |
| 2020 | Không thể rời mắt       | Bố của Thúy Ngân và Jack    | Phim ngắn của VieOn                |
| 2024 | Lật mặt 7: Một điều ước | Chú Hoà                     | Phim chiếu rạp của đạo diễn Lý Hải |

### Truyền hình
| Năm  | Tên phim                           | Vai diễn             | Kênh             | Ghi chú |
| ---- | ---------------------------------- | -------------------- | ---------------- | ------- |
| 2005 | Dốc tình                           | Danh                 | HTV9             | [ 1 ]   |
| 2005 | Ảo ảnh                             | Tư Bi                | HTV7             |         |
| 2006 | 39 độ yêu                          | Ba Long              | HTV9             |         |
| 2007 | Ván cờ tình yêu                    | Ba Ivy               | HTV9             |         |
| 2008 | Trò chơi sinh tử                   | Bá Tuân              | HTV9             |         |
| 2008 | Bỗng dưng muốn khóc                | Ba Bảo Nam           | VTV1             | [ 1 ]   |
| 2008 | Chuyện tình công ty quảng cáo      | Ông Minh             | HTV9             |         |
| 2008 | Toà án công lý                     | Ông Sơn              | HTV9             |         |
| 2009 | Ngôi nhà hạnh phúc                 | Ba Vương Hoàng       | VTV3             |         |
| 2010 | Tha thứ cho anh                    | Ông Hoàng            | HTV7             |         |
| 2010 | Đối mặt                            | Ông Cường            | HTV7             |         |
| 2010 | Cho một tình yêu                   | Ba của Linh Đan      | VTV3             |         |
| 2010 | Thiên đường vắng em                | Ông Đại              | HTV7             |         |
| 2010 | Kính thưa Ôsin                     | Ông Việt Anh         | HTV2             |         |
| 2011 | Hương tình                         | Ông Long             | ĐN1              |         |
| 2011 | Nữ vệ sĩ                           | Ông Hai Hòa          | HTV9             |         |
| 2012 | Ầu ơ ví dầu                        | Ông Quân             | HTV9             |         |
| 2012 | Bao la tình mẹ                     | Ông Quốc Triệu       | THVL1            | [ 1 ]   |
| 2013 | Bí mật tam giác vàng               | Chiến "Lão phật gia" | VTV3             | [ 1 ]   |
| 2014 | Vừa đi vừa khóc                    | Ba Hải Minh          | VTV3             | [ 1 ]   |
| 2014 | Bản kê số phận                     | Ông Tính             | Let's Viet       |         |
| 2015 | Bản năng thép                      | Ông Hùng             | Let's Viet       |         |
| 2015 | Nhịp sinh tử                       | Ông Khanh            | SCTV14           |         |
| 2016 | Sếp ơi anh yêu em                  | Ông Công             | SCTV14           |         |
| 2017 | Chung cư cảnh sát                  | Ông Thời             | HTV9             |         |
| 2017 | Mật danh rocker                    | Ông Ba Hưng          | HTV9             |         |
| 2017 | Hồ sơ lửa phần 3: Tử thi lên tiếng | Ông Sang             | SCTV14           |         |
| 2018 | Hậu duệ mặt trời                   | Ba Duy Kiên          | VTC3             |         |
| 2019 | Bệnh viện thần ái                  | Viện Trưởng          | HTV7             |         |
| 2019 | Mối tình đầu của tôi               | Ông Trí Lâm          | VTV3             |         |
| 2020 | Gạo nếp gạo tẻ 2                   | Ông Hoàng            | HTV2             |         |
| 2021 | Tiểu thư may mắn                   | Ông Khang            | VTV3             |         |
| 2021 | Cuộc chiến nhân tình               | Ông Lâm              | TodayTV          |         |
| 2023 | Bác sĩ hạnh phúc                   | Ông Phúc             | Netflix và Danet | [ 5 ]   |
| 2023 | Hoa vương                          | Giáo Sư Khánh        | HTV2             |         |
| 2024 | Bi mật người thừa kế               | Ông Lâm              | SCTV14           | [ 6 ]   |